# NASA Astronautengroep 9
NASA's negende astronautengroep werd in 1980 geselecteerd, als aanvulling op de 35 astronauten die twee jaar eerder waren geselecteerd voor het spaceshuttleprogramma. De groep werd uitgebreid met ESA-astronauten Claude Nicollier en Wubbo Ockels.
De groep bestond uit:
| Astronaut           | Aantal vluchten | Missies                                                   | Status               |
| ------------------- | --------------- | --------------------------------------------------------- | -------------------- |
| James Bagian        | 2               | STS-29, STS-40                                            | Pensioen ??.08.1995  |
| John Blaha          | 5               | STS-29, STS-33, STS-43, STS-58, STS-79/MIR-22/STS-81      | Pensioen 26.09.1997  |
| Charles Bolden      | 4               | STS-61-C, STS-31, STS-45, STS-60                          | Pensioen 27.06.1994  |
| Roy Bridges         | 1               | STS-51-F                                                  | Pensioen ??.03.1986  |
| Franklin Chang-Diaz | 7               | STS-61-C, STS-34, STS-46, STS-60, STS-75, STS-91, STS-111 | Pensioen 08.07.2005  |
| Mary Cleave         | 2               | STS-61-B, STS-30                                          | Pensioen ??.05.1991  |
| Bonnie Dunbar       | 5               | STS-61-A, STS-32, STS-50, STS-71, STS-89                  | Pensioen 30.09.2005  |
| William Fisher      | 1               | STS-51-I                                                  | Pensioen 31.01.1991  |
| Guy Gardner         | 1               | STS-27, STS-35                                            | Pensioen ??.06.1991  |
| Ronald Grabe        | 4               | STS-51-J, STS-30, STS-42, STS-57                          | Pensioen 11.04.1994  |
| David Hilmers       | 4               | STS-51-J, STS-26, STS-36, STS-42                          | Pensioen ??.??.1992  |
| David Leestma       | 3               | STS-41-G, STS-28, STS-45                                  | Pensioen ??.12.1992  |
| John Lounge         | 3               | STS-51-I, STS-26, STS-35                                  | Pensioen 20.06.1991  |
| Bryan O'Connor      | 2               | STS-61-B, STS-40                                          | Pensioen 29.07.1991  |
| Richard Richards    | 4               | STS-28, STS-41, STS-50, STS-64                            | Pensioen ??.04.1995  |
| Jerry Ross          | 7               | STS-61-B, STS-27, STS-37, STS-55, STS-74, STS-88, STS-110 | Pensioen 20.01.2012  |
| Michael Smith       | 0               |                                                           | Omgekomen 28.01.1986 |
| Sherwood Spring     | 1               | STS-61-B                                                  | Pensioen ??.08.1988  |
| Robert Springer     | 2               | STS-29, STS-38                                            | Pensioen ??.12.1990  |